# Banja (Suva Reka)
Pour les articles homonymes, voir Banja.
Banjë en albanais et Banja en serbe latin (en serbe cyrillique : Бања) est une localité du Kosovo située dans la commune/municipalité de Theranda/Suva Reka et dans le district de Prizren/Prizren. Selon le recensement kosovar de 2011, elle compte 3 639 habitants.
Selon le découpage administratif du Kosovo, la localité fait partie de la commune/municipalité de Malishevë/Mališevo, dans le district de Prizren.

## Démographie

### Évolution historique de la population dans la localité
| 1948 | 1953  | 1961  | 1971  | 1981  | 1991  | 2011  |
| ---- | ----- | ----- | ----- | ----- | ----- | ----- |
| 942  | 1 036 | 1 252 | 1 707 | 2 349 | 3 099 | 3 639 |

|  |

### Répartition de la population par nationalités (2011)
En 2011, les Albanais représentaient 99,95 % de la population.